# David Lodge
David Lodge (Londres, 28 de janeiro de 1935 — Birmingham, 1 de janeiro de 2025) foi um escritor e crítico britânico.

## Biografia
David Lodge nasceu em Londres no dia 28 de janeiro de 1935. Estudou Literatura na University College London, tendo-se doutorado na University of Birmingham, onde lecionou até 1987 no Departamento de Inglês. Se dedicou em exclusivo à escrita. Foi considerado um dos mais relevantes autores da moderna literatura inglesa, já esteve nomeado por duas vezes para o Man Booker Prize (em 1984 com Small World, e em 1988 com Nice Work). Grande parte da sua obra encontra-se traduzida em Português e editada em Portugal, onde é muito popular. Lodge considera-se um católico cultural, "desmitologizado", e crescentemente céptico (como aconteceu com Graham Greene).

## Morte
Lodge morreu às vesperas de seu 90° aniversário, em 1 de janeiro de 2025, aos 89 anos. A causa de sua morte não foi divulgada.

## Obras

### Ficção
- The Picturegoers - 1960
- Ginger You're Barmy - 1962
- The British Museum Is Falling Down - 1965
- Out of the Shelter - 1970
- Changing Places - 1975
- How Far Can You Go? (edição norte-americana: Souls and Bodies) - 1980
- Small World: An Academic Romance (O Mundo é Pequeno) - 1984
- Nice Work - 1988
- Paradise News - 1991
- Therapy - 1995
- Surprised by Summer - 1996
- Home Truths - 1999
- Thinks ... -  2001
- Author, Author - 2004
- Deaf Sentence - 2008

### Ensaio
- Language of Fiction - 1966
- The Novelist at the Crossroads - 1971
- The Modes of Modern Writing - 1977
- Write On - 1986
- The Art of Fiction - 1992
- The Practice of Writing - 1997
- Consciousness and the Novel - 2003

### Teatro
- The Writing Game - 1990

### Traduções em Português
- O Museu Britânico ainda vem abaixo
- A Troca
- Terapia
- O Mundo é pequeno
- Um almoço nunca é de graça
- Duras Verdades
- Soldados à Força
- Histórias de Verão, Contos de Inverno
- Longe do abrigo
- Pensamentos Secretos
- Autor, autor
- A arte da Ficção
- A Vida em Surdina(Portugal)/Surdo Mundo(Brasil)